# Chiesa cristiana siriaca giacobita
La Chiesa cristiana siriaca giacobita (detta anche Chiesa ortodossa giacobita siro-malankarese) è una Chiesa ortodossa orientale autonoma connessa canonicamente alla Chiesa ortodossa siriaca, di cui è parte integrante, sotto la giurisdizione del Patriarca di Antiochia, riconosciuto come guida suprema.
Al vertice della Chiesa è posto il Catholicos, che ha sede nella città di Puthencruz, nel distretto di Kochi, in Kerala; questi occupa il secondo posto nell'ordine gerarchico della Chiesa ortodossa siriaca, dopo il patriarca di Antiochia, e, in qualità di suo delegato, presiede al Santo Sinodo della Chiesa cristiana siriaca giacobita. L'attuale titolare è, dal 26 luglio 2002, Aboon Mor Baselios Thomas I, che porta il titolo di «Catholicos dell'Est» e «Catholicos del Trono apostolico di San Tommaso e metropolita malankarese».
La Chiesa cristiana siriaca giacobita adotta la liturgia siriaca occidentale, come la Chiesa ortodossa siriaca del Malankara; quest'ultima però, avendo dichiarato la propria autocefalia, non ha rapporti con il Patriarcato di Antiochia.

## Storia
I cristiani di san Tommaso formarono una comunità unita fino al diciassettesimo secolo. Secondo un'antica tradizione, che risale almeno al VII secolo, essi praticano la liturgia secondo il rito siriaco orientale. Nel XVI secolo furono convertiti al cattolicesimo dai portoghesi, i quali cercarono di limitare progressivamente l'uso del loro antico rito. Nel 1653 avvenne una scissione: da essa nacque la Chiesa malankarese, formata dai fedeli che giurarono di non sottostare all'autorità portoghese («Giuramento della Croce pendente»). Essi successivamente entrarono in rapporto con la Chiesa ortodossa siriaca di Antiochia. 
Il Patriarcato antiocheno reintrodusse le usanze e i testi e la liturgia siro-occidentale sulla costa del Malabar. Da allora la Chiesa cristiana sorta con il Giuramento della Croce pendente pratica il rito siriaco occidentale invece di quello tradizionale dei cristiani di san Tommaso (rito caldeo).
Dalle 84 chiese, con le relative congregazioni, che dopo il Giuramento della Croce pendente rimanevano cattoliche è nata la Chiesa cattolica siro-malabarese. Dalle altre 32 chiese, con le loro congregazioni, che restavano sotto l'autorità dell'Arcidiacono, hanno avuto origine: 
- i siro-ortodossi (dal 1912 divisi in due rami: la Chiesa autonoma di cui si parla nella presente voce, che rimane fedele al patriarca ortodosso orientale di Antiochia, e la Chiesa ortodossa siriaca del Malankara, che si è dichiarata autocefala);
- la Chiesa siriaca indipendente del Malabar (detta anche di Thozhiyur, 1772);
- la Chiesa siro-malankarese Mar Thoma (una Chiesa siriaca riformata, 1874), che soffrì nel 1961 la scissione della Chiesa evangelica di San Tommaso;
- la Chiesa cattolica siro-malankarese (sorta nel 1930).[5]

Nel 1912, a causa dell'insorgere di disaccordi fra il Patriarca della Chiesa ortodossa siriaca e il suo vice in India (il Catholicos), che voleva l'indipendenza, si formarono fra i membri keralesi di tale Chiesa due fazioni: una fedele al Patriarca, l'altra al Catholicos. Nel 1934 si formulò per la Chiesa una costituzione che riconosceva il Patriarca come capo della Chiesa ma che attribuiva al Catholicos l'amministrazione della Chiesa in India. I due presuli si sono riconciliati nel 1970 ma già nel 1975 erano di nuovo in disaccordo. Nel 2002, la fazione fedele al Patriarca adottò una nuova costituzione e si denominò Chiesa cristiana siriaca giacobita.
Nel censimento keralese del 2011, 493.858 fedeli si sono dichiarati membri della Chiesa ortodossa siriaca del Malankara (quella opposta al Patriarca), 482.762 membri della Chiesa cristiana siriaca giacobita.

## Struttura

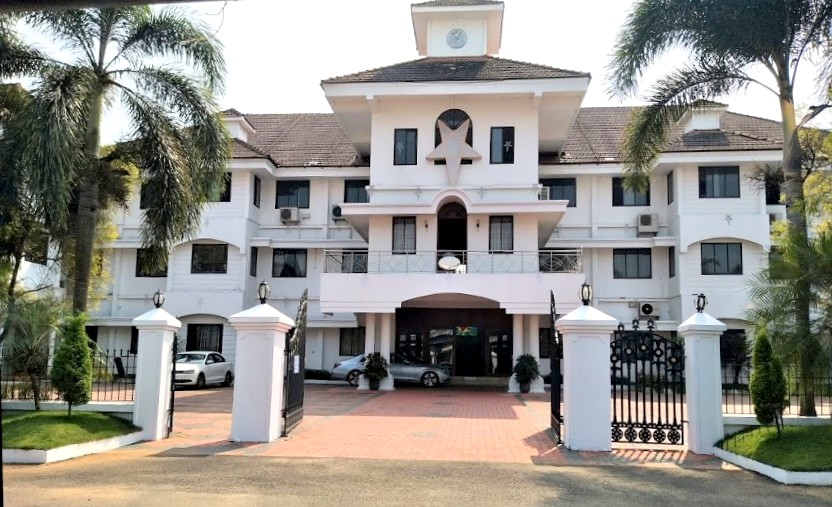
La sede della Chiesa cristiana siriaca giacobita a Puthencruz.

Dal 1996 il vertice della chiesa è il Catholicos Mar Baselios Thomas I, nato il 22 luglio 1929 a Puthencruz (Kerala, India), sede della chiesa di cui è diventato Catholicos.
Il censimento 2011 del Kerala indicò che i suoi 482.762 fedeli costituivano l'1,4% della popolazione dello stato, il 7,9 dei cristiani.

## Cronotassi
Elenco dei vescovi responsabili, dei metropoliti e dei catholicoi della Chiesa cristiana siriaca giacobita.

### Vescovi responsabili
- Mar Thoma I (1653-1670)
- Mar Thoma II (1670-1686)
- Mar Thoma III (1686-1688)
- Mar Thoma IV (1688-1728)
- Mar Thoma V (1728-1765)
- Mar Dionysius I (noto anche come Mar Thoma VI) (1765-1808)
- Mar Thoma VII (1808-1809)
- Mar Thoma VIII (1809-1815)
- Mar Dionysius II (1815-1816)
- Mar Thoma IX (1816-1817)
- Mar Dionysius III Geevarghese (1817-1825)
- Mar Dionysius IV Philipose (1825-1852)
- Mathews Mar Athanasius (1852-1875)

### Metropoliti
- Mar Dionysius V Joseph (1876-1909)
- Mar Dionysius VI Geevarghese (1909-1911)[9]
- Mar Kurillos Paulose (1911-1917)
- Mar Athanasius Paulose (1918-1953)
- Abraham Mar Clemis (1953-1958)

### Catholicoi
- Mar Baselios Augen I (1958-1975)[10]
- Mar Baselios Paulose II (1975-1996)
  - Sede vacante (1996-2002)
- Mar Baselios Thomas I (2002-2024)[11]